# Østerdalen
Østerdalen est un district norvégien. il est situé dans l'Østlandet.
Le district est composé de onze communes et il compte environ 50 000 habitants.